# 河村隆一
河村隆一（1970年5月20日—）是日本男歌手及作曲家，為搖滾樂團月之海、Tourbillon的主唱，並以「RYUICHI」這個名稱來參加活動。出生於神奈川縣大和市。

## 作品

### 單曲
1. I love you （1997年2月21日）
2. Glass（1997年4月23日）
3. BEAT（1997年7月18日）
4. Love is...（1997年10月15日）
5. Ne（2001年4月25日）
6. 静かな夜は二人でいよう（2001年6月21日）
7. ジュリア ジュリア（2001年8月22日）
8. 君の前でピアノを弾こう（2001年10月24日）oha-girlとの競作
9. 恋をしようよ（2001年11月21日）
10. Sugar Lady（2002年4月24日）
11. F114B（2003年、只限歌迷會）
12. SPOON/Missing you（2004年3月3日）コロムビアミュージックエンタテインメント初回限定盤
13. 誰の為でもなく君に...（2007年4月18日）
14. Once Again（2007年10月31日）
15. ヒロイン（2009年2月4日）
16. Brilliant Stars（2009年9月30日）avex初回限定盤
17. 抱きしめて（2010年1月20日）avex初回限定盤

### 專輯
1. Cranberry Soda（1997年）
2. Love（1997年(是到2008年為止日本史上最暢銷男歌手專輯)）
3. 深愛〜only one〜（2001年）
4. 人間失格（2002年）
5. very best of songs...（2002年）
6. Dear...（2004年）
7. バニラ（2004年）
8. evergreen 〜あなたの忘れ物〜（2006年）
9. ORANGE（2007年）
10. evergreen anniversary edition（2007年）
11. ピアノ（2009年）
12. Sora（2010年）
13. THE VOICE（2011年）
14. Fantasia（2011年）
15. THE VOICE 2（2012年）
16. Life（2013年）
17. Never Fear（2014年）
18. Magic Hour（2015年）
19. Colors of time（2016年）